# Khriz y Angel
Khriz y Angel ist ein Reggaeton-Duo aus Carolina in Puerto Rico. Es besteht aus Angel Rivera Guzmán (Angel) und Christian Colón Rolon (Khriz). Einer ihrer bekanntesten Hits heißt Ven Báilalo.

## Karriere
Das Duo begann im Jahr 2002, gemeinsam Musik zu machen. Bevor die beiden ihr erstes eigenes Studioalbum herausbrachten, arbeiteten sie größtenteils mit zu diesem Zeitpunkt bereits bekannten Reggaeton-Artisten zusammen, beispielsweise mit Daddy Yankee, Tito el Bambino oder Don Omar. 2004 nahmen sie dann ihre erste Single Cazando Voy auf, die ihnen gleichzeitig den Status der „Entdeckung des Jahres“ einbrachte. Infolgedessen unterschrieben sie einen Vertrag bei MVP Music und tourten durch Süd- und Zentralamerika. Aufgrund des Erfolges ihrer ersten Aufnahme Los MVP’s zogen sie die Aufmerksamkeit von Universal Music auf sich, die mit ihrem Sublabel Machete Music vor allem lateinamerikanische Zuhörer ansprechen will. Durch ausverkaufte Konzerte in großen US-amerikanischen Städten gehörten sie nun zu den bekanntesten Vertretern des Genres. Ihr erstes Album Los MVP’s wurde veröffentlicht. Es enthält die Hitsingles Ven Báilalo und Dile Que No.

## Sonstiges
Ihr Hit Ven Báilalo ist im Spiel Grand Theft Auto IV im Sender „San Juan Sounds“ zu hören.

## Diskografie

### Alben
- 2004: Los MVP’s (US: Platin (Latin))[1]
- 2008: Showtime
- 2008: Los MVP’s: Special Edition
- 2010: Da Take Over

### Soundtracks
- 2008: GTA IV (Ven Bailalo)